# Sulzfeld am Main
Sulzfeld am Main este o comună din landul Bavaria, Germania.